# Стрільба на літніх Паралімпійських іграх 2020
Стрільба на літніх Паралімпійських іграх 2020 року проходила на стрільбищі Асака.
Літні Олімпійські та Паралімпійські ігри 2020 року були перенесені на 2021 рік через пандемію COVID-19.  

## Медальний стіл
| Місце                | NPC                                | Золото | Срібло | Бронза | Загалом |
| -------------------- | ---------------------------------- | ------ | ------ | ------ | ------- |
| 1                    | Китай                              | 4      | 2      | 0      | 6       |
| 2                    | Сербія                             | 2      | 2      | 0      | 4       |
| 3                    | Індія                              | 2      | 1      | 2      | 5       |
| 4                    | Німеччина                          | 1      | 1      | 0      | 2       |
| 5                    | Іран                               | 1      | 0      | 0      | 1       |
| 5                    | Об'єднані Арабські Емірати         | 1      | 0      | 0      | 1       |
| 5                    | Швеція                             | 1      | 0      | 0      | 1       |
| 8                    | Україна                            | 0      | 2      | 4      | 6       |
| 9                    | Південна Корея                     | 0      | 1      | 2      | 3       |
| 10                   | Словенія                           | 0      | 1      | 1      | 2       |
| 11                   | Польща                             | 0      | 1      | 0      | 1       |
| 11                   | Туреччина                          | 0      | 1      | 0      | 1       |
| 13                   | Італія                             | 0      | 0      | 1      | 1       |
| 13                   | Російський паралімпійський комітет | 0      | 0      | 1      | 1       |
| 13                   | Угорщина                           | 0      | 0      | 1      | 1       |
| Загалом (15 збірних) | Загалом (15 збірних)               | 12     | 12     | 12     | 36      |